# 스타트라인
스타트라인(STARTLINE)은 대한민국의 록 밴드이다. 껌엑스의 최건, 카피머신의 정호준이 만나 결성하였다.

## 구성원
- 정호준 - 기타, 보컬
- 원제나 - 베이스, 보컬
- 최건 - 드럼, 보컬

## 음반 목록

### EP
- Light My Fire (2013년 9월 16일)

### 싱글
- Time Goes By (2014년 1월 10일)

## 수상 경력
- 야마하 아시안비트 2013 코리아 파이널 우승
- 아시안비트 2013 그랜드 파이널 in 인도네시아 3위 수상
- 아시안비트 2013 그랜드 파이널 in 인도네시아 개별 연주자상 베스트 드러머 수상 - 최건